# Senoia
Senoia is een plaats (city) in de Amerikaanse staat Georgia, en valt bestuurlijk gezien onder Coweta County.

## Demografie
Bij de volkstelling in 2000 werd het aantal inwoners vastgesteld op 1738.
In 2006 is het aantal inwoners door het United States Census Bureau geschat op 2984, een stijging van 1246 (71.7%).

## Geografie
Volgens het United States Census Bureau beslaat de plaats een oppervlakte van
12,2 km², waarvan 12,0 km² land en 0,2 km² water. Senoia ligt op ongeveer 254 m boven zeeniveau.

## Filmlocatie
Het historische stadscentrum van Senoia en de directe landelijke omgeving zijn in de afgelopen 25 jaar veelvuldig gebruikt als filmlocatie, waarbij de film zich al dan niet in Georgia afspeelt.
De bekendste voorbeelden daarvan zijn de film Driving Miss Daisy en de televisieserie The Walking Dead. Zo staat Senoia zelf in voor het in werkelijkheid iets zuidelijker gelegen dorpje Woodbury, en zijn de ten oosten van Senoia gelegen Riverwood productiestudio's gebruikt voor het filmen van de gevangenisscènes van seizoen 3 van The Walking Dead. Al met al hebben meer dan 25 film- en televisieproducties gebruikgemaakt van Senoia en haar omgeving

## Plaatsen in de nabije omgeving
De onderstaande figuur toont nabijgelegen plaatsen in een straal van 16 km rond Senoia.